# Xã Brillian, Quận Ward, Bắc Dakota
Xã Brillian (tiếng Anh: Brillian Township) là một xã thuộc quận Ward, tiểu bang Bắc Dakota, Hoa Kỳ. Năm 2010, dân số của xã này là 57 người.